# René Gisler
René Gisler (* 30. April 1967 in Schattdorf, Kanton Uri, Schweiz) ist ein Schweizer Künstler und Autor.

## Biografie
Er wuchs in Schattdorf, Schweiz, auf. 1992 schloss er ein Studium im Fachbereich Freie Kunst an der Schule für Gestaltung Luzern ab. Danach assistierte er zwei Jahre an der SfG Luzern unter Anton Egloff im Bereich Dreidimensionales Gestalten. Seit 1996 ist er Aktivmitglied in der Visarte Zentralschweiz. Vor Auslandsaufenthalten in Los Angeles und Berlin folgte eine weitere Ausbildung im Jahre 1999 zum Multimedia-Produzent am SAE Institute in Zürich. Seit 2000 ist er Dozent an der  Hochschule Luzern Design & Kunst.
Heute lebt und arbeitet René Gisler als Künstler und Gestalter in Luzern.
Als „phrasadeur“ entwickelt er Neologismen, die er 2001 als Buch „Der Enzyklop. Ein Wörterbuch“ in der  Edition diá veröffentlichte und seitdem auf seinem Blog weiter führt. 2019 druckte er die gesammelten über 16000 Einträge auf 1062 Seiten als „Thesaurus Rex“.

## Einzelausstellungen (Auswahl)
- 2003: Baden, Forum Claque, Artist in Residence und Ausstellung: „Texteriment“
- 2003: Luzern, Marinemuseums: „Für immer Krieg“
- 2004: Baden, Forum Claque, Happening: „Paintry Slam“
- 2005: Basel, Kaskadenkondensator: „Phantomportrait“
- 2006: Luzern, Kunstmuseum: „Zweite Zeit“
- 2007: Môtiers, Art en plein air
- 2008: Zürich, BINZ39
- 2009: Heiligkreuz, „Im Anfang war das Wort“
- 2009: Nyon, „Garder une“
- 2010: Zürich, Shedhalle, Rote Fabrik: „Phantomportraits für 10 Jahre Big Brothers Award“
- 2011: Nyon, 20 ans d’Espace d’une Sculpture: „Aux yeux de tous“
- 2013: Luzern, Tribschenhorn: „Spiegelbilder einer Ausstellung“

## Kunst im öffentlichen Raum
- 2009 Luzern Bausatz[3]
- 2008 Luzern, KV Luzern, Propsteimatte, Kunst im Bau: „askforce“
- von 2005 bis 2007 Nidwalden, Stans, Schulhausneubau Turmatt, Kunst im Bau: „Univers“

## Onlineprojekte (Auswahl)
- seit 2006 Enzyglobe, Phrasardeurs verbarium[4]
- von 2005 bis 2006 Camcollagen[5]
- seit 2004 AssozitaIonen[6]
- von 1999 bis 2005 Eidgenössische Trugwildmeldestelle (ETMS)
- von 1999 bis 2004 Internationales Puppenkriminalamt (IPKA)[7]

## Publikationen
- 2000: „Das Trugwild“, Interaktive CD-ROM, Eigenverlag
- 2001: „Der Enzyklop. Ein Wörterbuch“, Edition diá, Berlin, ISBN 978-3-86034-153-7 (Rezension auf Perlentaucher[8] von Arno Widmann)
- 2005: „Fabula Rasa“, Verlag das 5. Tier, Stans, ISBN 978-3-9522982-4-4
- 2007: „Art en plein air“, Eigenverlag Môtiers 2007, Môtiers
- 2011: „Aux yeux de tous“, art&fiction, Lausanne, ISBN 978-2-940377-43-5
- 2019: „Thesaurus Rex“, Verlag Der gesunde Menschenversand, ISBN 978-3-03853-086-2

## Preise, Stipendien
- 2004 Atelierstipendium Berlin.
- 2002 Förderbeitrag der Heinrich Danioth Stiftung, Altdorf.
- 2000 Werkbeitrag des Kantons Luzern.
- 1996 Förderbeitrag der Heinrich Danioth Stiftung, Altdorf.